# Gasfeld Aphrodite
Das Gasfeld Aphrodite wurde 2011 in der ausschließlichen Wirtschaftszone der Republik Zypern von Noble Energy entdeckt.
Das Gasfeld liegt in einem Gebiet mit etwa 1700 m Meerestiefe etwa 30 km nordwestlich des Leviathan Gasfeldes. Die potentielle Größe des Reservoirs wird auf mehr als 129 Mrd. m³ geschätzt. Eigentümer des Feldes sind Delek Drilling mit 30 %, Noble Energy 35 % und Royal Dutch Shell mit 35 %.